# Сфера Судьбы
Сфе́ра Судьбы́ (англ. Destiny Sphere) — это российская игра в жанре MMOG (Massively Multiplayer Online Game), игра с большим количеством участников и собственным игровым миром. Игра представляет собой стратегию с развитыми военной и экономической составляющими.

## Игровой мир Сферы Судьбы
Игровой мир представляет собой четыре кольца, вращающихся вокруг солнца; поверхность каждого состоит из определённого количества комплексов сот. Комплекс сот представляет собой центральную соту, поделённую на шесть частей между игровыми сотами окружающими её, которую окружают шесть игровых сот. Каждый комплекс сот отделён от другого нейтральной сотой.

Схема расположения сот, комплексов и игроков в них.

Три кольца (Ворания, Лиенсорд, Псолеон) закреплены за соответствующими расами (Воранеры, Лиенсу, Псолао). Четвёртое кольцо (Мелсион) доступно для основания дополнительных колоний игрокам всех рас.
- Воранеры — высоко технологически развитая раса, их ментальные и физические свойства развиты не достаточно хорошо, но это компенсируется великолепной техникой. Они обладают хорошей научной базой, очень воинственны и сильны в нападении. Воранерам иногда не хватает интуиции и фантазии, поэтому они не сильны в археологии и хуже обороняются.
- Лиенсу — признанные мастера в биологии и генетике, умеют создавать новые формы жизни посредством направленных мутаций. Лиенсу очень быстро размножаются и могут в короткий срок вырастить огромные массы военных существ в своих инкубаторах, но не особо развиты технически. Зато в производстве еды им нет равных — фермы клонов производят пищу в огромных количествах.
- Псолао — раса мистиков и магов, которые могут призывать духов из потустороннего мира, чьим главным оружием является сила мысли. Благодаря развитой интуиции, псолао удачливее других рас в поиске артефактов.

С точки зрения взаимоотношений игроков одной расы, есть два типа миров:
- Миры, где расы ведут войну друг против друга (РпР). Игроки одной расы не могут воевать между собой, однако союзниками в полном смысле не являются.
- Миры, где все воюют против всех (ВпВ). Только участие в альянсах позволит вам не остаться в одиночестве.

## Подпроекты Сферы Судьбы
В совокупности, подпроекты Сферы Судьбы насчитывают более двух десятков миров, каждый со своими особенностями.
- Российский проект
  - Destiny Sphere Classic (старт в сентябре 2003)
  - Destiny Sphere Unlimited (старт в мае 2007)
  - Тестовые миры
  - Версия игры в Вконтакте
- Немецкий проект

### Миры Destiny Sphere Classic
Характерная черта этих миров — свободная передача любого имущества между игроками (торговля по любому курсу).
«Старые» миры:
- Сфера Ориона (ВпВ) — первый по времени создания мир. Скорость обычная. Доступно, кроме базовой соты, до четырёх колоний. Доступно строительство до 7 сооружений одновременно. В мире включено вращение колец. Апкип — есть.
- Сфера Ворона (ВпВ) — сфера, получившаяся в результате объединения сфер Персея и Скорпиона. 20.11.2008 произошло присоединение сферы Кассандры.
- Сфера Феникса (ВпВ) — 3 декабря 2004 года была открыта регистрация в эту Сферу. На данный момент можно с уверенностью сказать, что сейчас Сфера Феникса является самой активной сферой среди всех классических старых миров.
- Сфера Эридана (РпР) — самый старый из миров РпР. Количество колоний самое большое после Змееносца — четыре. Апкип — есть.
- Сфера Пегаса (РпР) —
- Сфера Водолея (РпР) —

«Молодые» миры:
- Сфера Стрельца (ВпВ) — в прошлом по духу был экспериментальным миром. В связи с массовым переселением игроков в более старые миры, был преобразован в мир-приёмку (май 2008). Скорость увеличена в два раза. Доступно кроме базовой соты, до двух колоний. Апкип отключён.
- Сфера Льва (РпР) — самая на данный момент активная и густонаселённая сфера ДС
- Терра Нова (РпР) — мир-приёмка (присутствие в нём игрока лимитировано по времени, после он должен переселиться в один из основных миров). Скорость увеличена в два раза.
- Сфера Единорога (ВпВ) — недавно открытый премиум-мир, находится в стадии развития. Пока разрешена только одна колония. Все артефакты в мире временные.

Другие:
- Сфера Змееносца (ВпВ) — премиум-мир, здесь может играть только игрок, оплачивающий премиум-доступ. По уровню насыщенности игровым имуществом превосходит все миры. Скорость игры увеличена в два раза. Доступно самое большое среди миров количество колоний (базовая сота + 5 колоний), возможно строительства до 10 сооружений одновременно. Вращения колец в мире нет. Апкип — есть. Открыт 7.12.2004.
- Сфера Волка (ВпВ) — экспериментальный мир (в нём тестируются настройки геймплея, а не программное обеспечение, в отличие от тестовых миров). Администрация проекта при создании мира заявила, что об изменениях в настройках мира игроков будут исключительно уведомлять (в обычных мирах принято устраивать обсуждения и голосования среди игроков).
- Сфера Гидры (ВпВ) — турнирный мир, заполняется игроками для участия в турнире, после проведения обнуляется. Настройки варьируются от турнира к турниру. Как правило: сильно ускорен (от 12 раз и выше), ограничений на количество строящихся сооружений нет.

Сферы, прекратившие существование:
- Сфера Кассиопеи (ВпВ) — сфера прекратившая своё существование в результате слияния с Сферой Андромеды.
- Сфера Андромеды (ВпВ) — сфера прекратившая своё существование в результате слияния с Сферой Кассиопеи.
- Сфера Персея (ВпВ) —
- Сфера Скорпиона (ВпВ) —
- Сфера Кассандры (ВпВ) — сфера, получившаяся в результате объединения сфер Кассиопеи и Андромеды. В период с осени 2007 многие сильные альянсы Кассандры переселились на Орион. 18.11.08 опустевшая сфера Кассандры прекратила своё существование в ходе слияния со сферой Ворона.

### Миры Destiny Sphere Unlimited
Характерная черта этих миров — разрешена торговля игровым имуществом между игроками за реальные деньги, также торговля некоторыми видами игрового имущества проводится в ограниченном масштабе администрацией проекта. Для непосредственного осуществления торговых операций в геймплей введены Золотые и Серебряные кредиты. Вывод денежных средств из проекта не возможен, но на них можно оплачивать дополнительные услуги в проекте. Также характерна уровневая организация миров, при которой возможности игры раскрываются постепенно, с переходом на следующий уровень мира.
- Сфера Тельца (ВпВ)
- Сфера Дракона (РпР)
- Сфера Орла (ВпВ)
- Сфера Весов (ВпВ)

### Тестовые миры
В данных мирах отлаживаются новые возможности игры.
- Сфера Носорога (ВпВ) — альфа-тестовый мир. Ускорен в 24 раза.
- Сфера Гиппопотама (ВпВ) — бета-тестовый мир. Ускорен в 12 раз.

### Немецкий проект
- Cygnus Alpha
- Ganymed
- Tau Ceti

### На сайт игры
- Сайт игры
- Онлайн газета проекта

### Другие
- Описание игры на Мастерах игр